# Breedstaarteekhoorn
De breedstaarteekhoorn (Rhinosciurus laticaudatus)  is een zoogdier uit de familie van de eekhoorns (Sciuridae). De wetenschappelijke naam van de soort werd voor het eerst geldig gepubliceerd door Salomon Müller in 1840.

## Voorkomen
De soort komt voor in Brunei, Indonesië, Maleisië, Singapore en Thailand.